# Dead Swans
I Dead Swans sono una band hardcore punk di Brighton, Regno Unito.
Formatosi nel 2006, il gruppo pubblicò l'EP Southern Blues, il suo primo lavoro in studio, nel 2008. Nello stesso anno la band pubblicò uno split con il gruppo metalcore Architects, venendo nominata nella categoria "Best British Newcomer" ai Kerrang! Awards.
Nel 2009 i Dead Swans passarono all'etichetta Bridge 9 Records pubblicando un secondo EP, intitolato It's Starting, e il loro primo album, Sleepwalkers. Nel 2012 la band pubblicò il suo terzo ed ultimo EP, Anxiety and Everything Else, sempre con Bridge 9 Records, annunciando poi lo scioglimento a settembre 2012. L'11 gennaio 2016, tramite il loro account Facebook, pubblicano un video che annuncia una potenziale riunione.

## Discografia

### Album in studio
- 2009 - Sleepwalkers

### EP
- 2008 - Southern Blue
- 2009 - It's Starting
- 2012 - Anxiety and Everything Else EP

### Split
- 2008 - Architects & Dead Swans (con gli Architects)